# Sahara Hotnights
Sahara Hotnights est un groupe de pop punk suédois, originaire de Robertsfors. Il est composé de quatre suédoises et sort son premier EP, Suits Anyone Fine, en 1997. Le groupe se sépare en 2011.

## Biographie
Le groupe se forme quelque part aux alentours de 1991, « par ennui ». Pendant un séjour en Australie, Josephine Forsman parie sur un cheval nommé Sahara Hotnights et utilise le nom pour son groupe. En 1995, elles remportent un concours de financement et enregistrent un premier album en studio. Leur premier EP, Suits Anyone Fine, est publié en 1997 et bien accueilli en Europe. Peu après le groupe signe au label Speech Records, et publie trois autres singles, Face Wet, Oh Darling! et Nothing Yet. En 1999, Sahara Hotnights publie son premier album studio, C'mon Let's Pretend, nommé pour deux Grammis.
Sahara Hotnights ouvre pour The Hives avant de sortir Kiss and Tell en 2004 au label RCA Records. Hot Night Crash et Who Do You Dance For? ont des singles repris de l'album. Hot Night Crash fait partie des jeux vidéo Burnout 3: Takedown (2004) et Tony Hawk's Downhill Jam. Le morceau No Big Deal est joué dans CKY 4.
Leur cinquième album, Sparks, un album de reprises, est publié en 2009. En 2011, le groupe sort son sixième album, Sahara Hotnights, avant de se séparer la même année.

## Matériel utilisé
Bien qu'elles aient varié de modèle depuis le début de leur carrière, on peut noter quelques instruments de prédilection : Maria utilise des guitares Hagström et Jennie, une Guild S100 Polara. Johanna est fidèle à sa Fender Jazz Bass noire. Quant à Josephine, elle a sa préférence pour une batterie Premier Genista avec cymbales Sabian.

## Membres
- Maria Andersson (née le 4 décembre 1981) – chant, guitare
- Jennie Asplund (née le 24 novembre 1979) – guitare
- Johanna Asplund (née le 21 septembre 1981) – basse
- Josephine Forsman (née le 20 mai 1981) – batterie

## Discographie
- 1999 : C'mon Let's Pretend (RCA)
- 2001 : Jennie Bomb (RCA)
- 2004 : Kiss and Tell (RCA)
- 2007 : What If Leaving Is A Loving Thing (Stand By Your Band)
- 2009 : Sparks (album de reprises, Stand By Your Band)
- 2011 : Sahara Hotnights (Stand By Your Band)